# Елефант
Elefant или Panzerjäger Tiger (P) Elefant (Sd.Kfz. 184) е германско самоходно противотанково оръдие, изградено на базата на Тигър I, използван през Втората световна война. Първоначалното му име е Ferdinand, по името на своя проектант Фердинанд Порше.
Машината на Порше е с електротрансмисия. Двата двигателя задвижват валовете на електрогенераторите. Произвежданият от тях ток се подава към ходови електродвигатели (по един за всяка верига). За да се облекчи управлението на особено тежката машина, са използвани хидравлични усилватели. „Елефант“ е с торсионно окачване с тележки, които имат по две ролки. Двигателното колело е отзад, а силовата уредба – отпред. Бронирането е безпрецедентно за онова време.
Екипажът е разположен в рубката (командирът, мерачът, двамата пълначи) и в предната част на корпуса (механик-водачът и радистът са изолирани от останалите членове на екипажа).
„Елефант“ се оказва недоизпипана и ненадеждна машина. Тя е слабоподвижна, с ограничен ъгъл на насочване на оръдието и е много уязвима в близък бой. От далечно разстояние обаче си спечелва славата на твърде опасен противник на танковете. Бронебойният и подкалибреният снаряд на оръдието на „Елефант“ (с маса съответно 10,2 и 7,3 kg, начални скорости 1000 и 1130 m/s) пробиват съответно 180-mm броня и 200-mm броня на разстояние 1000 m.
Танкоразрушителите „Елефант“ участват в боевете в северната част на Курската дъга (юли 1943 г.) и в есенните боеве в Украйна, като понасят тежки загуби.